# Feedback (EP)
A Feedback a kanadai Rush együttes 2004 júniusában megjelent feldolgozásalbuma. A lemezt az együttes 1974-ben megjelent első albumának 30. évfordulója alkalmából adták ki az R30: 30th Anniversary Tour elnevezésű jubileumi turnéval egy időben.
A lemezre különböző hard rock és blues-rock előadók dalait játszotta újra a Rush, olyan számokat, melyek a zenekar hatásai közé sorolhatók (The Who, The Yardbirds, Buffalo Springfield stb.). Eddie Cochran Summertime Blues című dalának feldolgozását kislemezen is megjelentették. Tíz évvel később 2014 áprilisában a Lemezboltok Napja alkalmából az amerikai Love együttes Seven and Seven Is számának feldolgozása is megjelent kislemezen az albumról.

## Az album dalai
| 1.    | Summertime Blues    | Eddie Cochran, Jerry Capehart               | Eddie Cochran, Blue Cheer, The Who | 3:43 |
| 2.    | Heart Full of Soul  | Graham Gouldman                             | The Yardbirds                      | 2:52 |
| 3.    | For What It's Worth | Stephen Stills                              | Buffalo Springfield                | 3:30 |
| 4.    | The Seeker          | Pete Townshend                              | The Who                            | 3:27 |
| 5.    | Mr. Soul            | Neil Young                                  | Buffalo Springfield                | 3:51 |
| 6.    | Seven and Seven Is  | Arthur Lee                                  | Love                               | 2:53 |
| 7.    | Shapes of Things    | Paul Samwell-Smith, Keith Relf, Jim McCarty | The Yardbirds, The Jeff Beck Group | 3:16 |
| 8.    | Crossroads          | Robert Johnson                              | Robert Johnson, Cream              | 3:27 |
| 27:08 |                     |                                             |                                    |      |

## Közreműködők
- Geddy Lee – ének, basszusgitár
- Alex Lifeson – elektromos gitár, akusztikus gitár, mandolin
- Neil Peart – dobok, ütőhangszerek

## Listás helyezések
| Albumlista (2004)                        | Legjobb helyezés |
| ---------------------------------------- | ---------------- |
| Kanada (Billboard Canadian Albums Chart) | 5                |
| Németország (Offizielle Top 100)         | 59               |
| USA Billboard 200                        | 19               |

## Külső hivatkozások
- Rush hivatalos honlap
- Rush-diszkográfia – Prog Archives